# Тарасов Олег Сергійович
Олег Сергійович Тарасов (нар. 26 лютого 1984, Кропивницький) — український підприємець, політик. Народний депутат України 9-го скликання.
Член Комітету Верховної Ради з питань аграрної та земельної політики, голова підкомітету з питань удосконалення структури державного управління в сфері агропромислового комплексу.

## Життєпис
Закінчив Київський національний університет імені Тараса Шевченка (спеціальність «Міжнародний бізнес»).
Тарасов є заступником директора із зовнішньоекономічної діяльності приватного підприємства «Агроекстра».
Він працював менеджером зовнішньоекономічної діяльності, протягом багатьох років обіймав керівні посади у різних компаніях та організаціях.
Заступник голови ГС «Всеукраїнська аграрна рада».
Кандидат у народні депутати від партії «Слуга народу» на парламентських виборах 2019 року, № 74 у списку. На час виборів: заступник директора із зовнішньоекономічної діяльності ПП «Агроекстра», безпартійний. Проживає в Кропивницькому.

## Статки
- За 2019 рік задекларував найбільше із всіх депутатів нерухомості після Кириченка Миколи — 1,107 млн квадратних метрів (1,1 квадратний кілометр).[7] — це переважно земельні ділянки у Кіровоградській області, звідки він родом і де має сільськогосподарський бізнес (всього 41 об'єкт).